# Estádio Presidente Vargas (Campina Grande)
O Estádio Presidente Vargas, conhecido simplesmente por PV, é um estádio de futebol que está localizado no bairro de São José, na cidade de Campina Grande, estado da Paraíba, Brasil. Pertence ao Treze Futebol Clube, que o utiliza como Centro de Treinamento e sede de seus jogos. É o único clube paraibano a ter um estádio próprio.
O Estádio tem capacidade para 8.885 pessoas. Atende todos os critérios estabelecidos pela Federação Paraibana de Futebol (FPF) e pela Confederação Brasileira de Futebol (CBF) e Ministério Público.

## História
Construído a partir de 1938, em um terreno doado por Argemiro de Figueiredo, através do Decreto 1.013 de 04 de abril de 1938, o estádio Presidente Vargas foi fundado em 17 de março de 1940. O nome Presidente Vargas foi uma sugestão do próprio Argemiro, amigo do presidente Getúlio.
A primeira partida realizada foi entre Treze e Ypiranga, encerrada com um empate em 3 a 3. Anderson Eloy foi o primeiro jogador trezeano a balançar as redes no estádio.
Até 1958, os jogos no PV só eram realizados durante o dia ainda pela falta de refletores, que só foram inaugurados naquele ano.
Em 2017, o vereador João Dantas (PSD) apresentou o requerimento 266/2017, solicitando ao Instituto do Patrimônio Histórico e Artístico da Paraíba – IPHAEP, o tombamento do Estádio Presidente Vargas como patrimônio histórico e cultural da Paraíba.
Em 2020, o estádio foi à leilão por conta de uma dívida com o Internacional de Lages, referente à contratação do ex-meia Marcelinho Paraíba, em 2016. No entanto, não houve interessados.
Em 2022, foi apresentado um projeto para transformar o Estádio em arena multiuso.